# William Riddell Birdwood
William Riddell Baron Birdwood of Birdwood, britanski feldmaršal, * 1865, † 1951.